# Santa Oliva
Santa Oliva település Spanyolországban, Tarragona tartományban. Santa Oliva El Vendrell, La Bisbal del Penedès, Banyeres del Penedès, Albinyana és Bellvei községekkel határos. Lakosainak száma 3672 fő (2024).

## Népesség
A település népessége az elmúlt években az alábbi módon változott:
| Lakosok száma | 111  | 704  | 513  | 508  | 1252 | 2598 | 3240 | 3287 | 3320 | 3672 |
|               | 1717 | 1887 | 1936 | 1960 | 1986 | 2004 | 2009 | 2014 | 2019 | 2024 |